# Pérez Bonalde (métro de Caracas)
Pérez Bonalde est une station de la ligne 1 du métro de Caracas. Inaugurée le 2 janvier 1983 avec la ligne, elle est située sur l'avenue Atlántico. Elle porte le nom du poète vénézuélien Juan Antonio Pérez Bonalde (1846-1892).